# Jahja wuld Haddamin
Jahja wuld Haddamin (arab. يحي ولد حدأمين, fr. Yahya Ould Hademine; ur. 31 grudnia 1953 w Timbadgha) – mauretański polityk. Premier Mauretanii od 20 sierpnia 2014 do 30 października 2018. Członek Unii na rzecz Republiki (fr. Union pour la République).